# 2-я Вольская улица
2-я Вольская улица — улица, расположенная в районе Некрасовка Юго-Восточного административного округа Москвы.

## Происхождение названия
Ранее улица называлась Северная часть посёлка Некрасовка. Современное название она получила, как и соседняя 1-я Вольская улица, в 1968 году по городу Вольск, расположенному в Саратовской области.

## Описание
Улица проходит от улицы Люберка до Рождественской улицы, далее продолжается как улица Вертолётчиков. Слева примыкают Проектируемые проезды № 83 и № 6394, справа — Проектируемый проезд № 6392.

## Примечательные здания и сооружения
По чётной стороне
- д. 4 — Школа №2089, дошкольное отделение
- д. 16к3 — Спортивная школа №4

По нечётной стороне
- д. 7к2 — Школа №1595
- д. 17к2 — РТС Некрасовка
- д. 21 — Центр паллеативной помощи

## Транспорт
Автобусы: 31, 78, 722, 723, 726, 849, 893, 1225C
Маршрутки: 942, 1206к, 1229к, 1230к (Люберцы), 1230к (Некрасовка)